# Любеново (Хасковская область)
Любеново (болг. Любеново) — село в Болгарии. Находится в Хасковской области, входит в общину Хасково. Население составляет 117 человек.

## Политическая ситуация
Кмет (мэр) общины Хасково — Георги Иванов Иванов (коалиция партий: партия «Родина», демократический союз «Радикалы») по результатам выборов в правление общины.